# Chartrettes
Chartrettes est une commune française située dans le département de Seine-et-Marne en région Île-de-France.

## Géographie

### Localisation
La commune est située rive droite de la Seine, face à Bois-le-Roi.
|  | Légende. |

### Communes limitrophes
| Livry-sur-Seine | Vaux-le-Pénil | Sivry-Courtry    |
| La Rochette     | Chartrettes   | Fontaine-le-Port |
|                 | Bois-le-Roi   |                  |

### Géologie et relief
La commune est classée en zone de sismicité 1, correspondant à une sismicité très faible. L'altitude varie de 37 mètres à 94 mètres pour le point le plus haut , le centre du bourg se situant à environ 80 mètres d'altitude (mairie).

### Hydrographie
Le système hydrographique de la commune se compose de trois cours d'eau référencés :
- la Seine, fleuve long de 774,76 km[3] ;
  - le ru des Rosières, 2,65 km[4], affluent de la Seine ;
- le fossé 01 de la Clotée, canal de 1,99 km[5].

La longueur linéaire globale des cours d'eau sur la commune est de 6,29 km.

### Climat
Pour des articles plus généraux, voir Climat de l'Île-de-France et Climat de Seine-et-Marne.
En 2010, le climat de la commune est de type climat océanique dégradé des plaines du Centre et du Nord, selon une étude du CNRS s'appuyant sur une série de données couvrant la période 1971-2000. En 2020, Météo-France publie une typologie des climats de la France métropolitaine dans laquelle la commune est exposée à un climat océanique altéré et est dans une zone de transition entre les régions climatiques « Sud-ouest du bassin Parisien » et « Nord-est du bassin Parisien ».
Pour la période 1971-2000, la température annuelle moyenne est de 11,3 °C, avec une amplitude thermique annuelle de 15,5 °C. Le cumul annuel moyen de précipitations est de 710 mm, avec 10,9 jours de précipitations en janvier et 7,5 jours en juillet. Pour la période 1991-2020, la température moyenne annuelle observée sur la station météorologique la plus proche, située sur la commune de Fontainebleau à 9 km à vol d'oiseau, est de 11,1 °C et le cumul annuel moyen de précipitations est de 740,1 mm,. Pour l'avenir, les paramètres climatiques de la commune estimés pour 2050 selon différents scénarios d'émission de gaz à effet de serre sont consultables sur un site dédié publié par Météo-France en novembre 2022.

### Milieux naturels et biodiversité

#### Espaces protégés
La protection réglementaire est le mode d’intervention le plus fort pour préserver des espaces naturels remarquables et leur biodiversité associée,.
Un  espace protégé est présent sur la commune : la zone de transition de la réserve de biosphère « Fontainebleau et Gâtinais », créée en 1998 et d'une superficie totale de 150 544 ha (95 595 ha pour la zone de transition). Cette réserve de biosphère, d'une grande biodiversité, comprend trois grands ensembles : une grande moitié ouest à dominante agricole, l’emblématique forêt de Fontainebleau au centre, et le Val de Seine à l’est. La structure de coordination est l'Association de la Réserve de biosphère de Fontainebleau et du Gâtinais, qui comprend un conseil scientifique et un Conseil Education, unique parmi les Réserves de biosphère françaises,.

#### Zones naturelles d'intérêt écologique, faunistique et floristique
L’inventaire des zones naturelles d'intérêt écologique, faunistique et floristique (ZNIEFF) a pour objectif de réaliser une couverture des zones les plus intéressantes sur le plan écologique, essentiellement dans la perspective d’améliorer la connaissance du patrimoine naturel national et de fournir aux différents décideurs un outil d’aide à la prise en compte de l’environnement dans l’aménagement du territoire.
Le territoire communal de Chartrettes comprend deux ZNIEFF de type 1,, 
le « Buisson de Massoury » (559,54 ha), couvrant 5 communes du département ;
et le « Parc de Livry » (165,9 ha), couvrant 2 communes du département
et deux ZNIEFF de type 2, : 
- le « Buisson de Massoury » (1 261,51 ha), couvrant 5 communes du département[20] ;
- la « vallée de la Seine entre Melun et Champagne-sur-Seine » (1 062,65 ha), couvrant 15 communes du département[21].

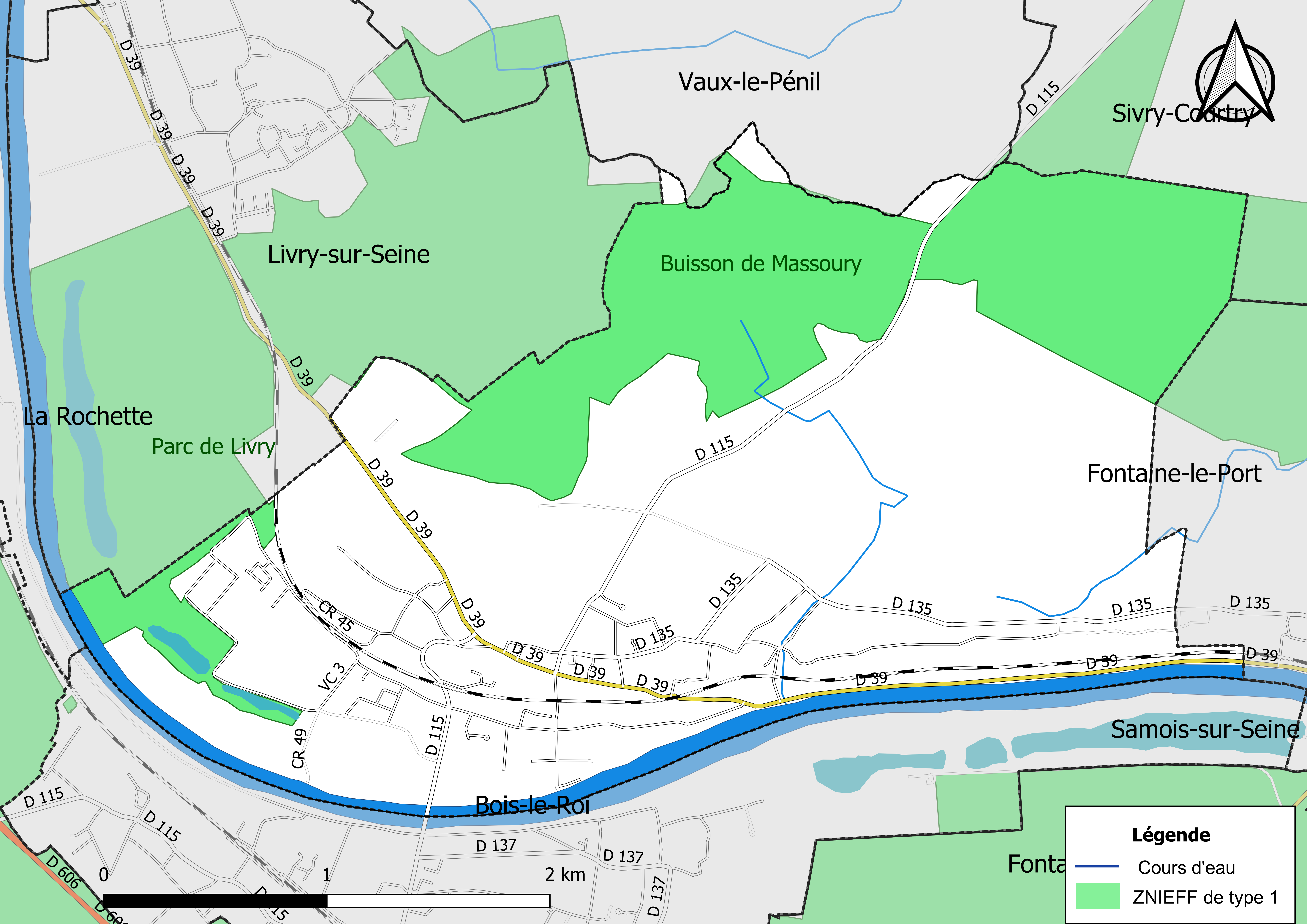
Carte des ZNIEFF de type 1 de la commune.
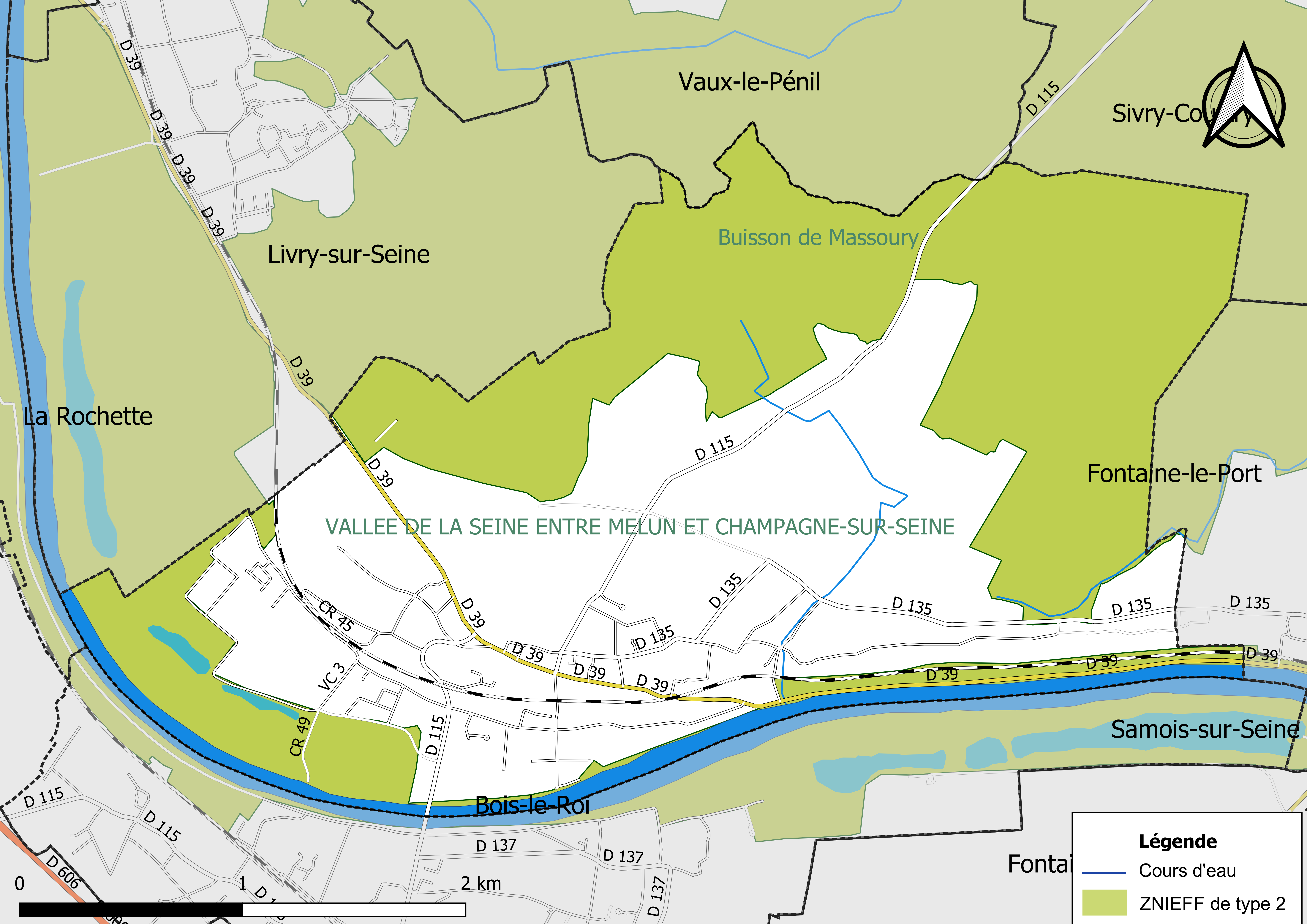
Carte des ZNIEFF de type 2 de la commune.

### Voies de communication et transports

#### Voies de communication
Le territoire de la commune est traversé par le sentier de grande randonnée GR 1, qui se prolonge vers Livry-sur-Seine au nord et vers Bois-le-Roi au sud.

#### Transports
La commune est desservie par :
- la gare de Chartrettes sur la ligne Melun - Héricy - Montereau ;
- les lignes du réseau de bus Fontainebleau - Moret : 
  - No 41 (Melun – Montereau-Fault-Yonne) ;
  - No 44 (Le-Chatelet-en-Brie - Bois-le-Roi) ;
  - No 45 (Chartrettes – Fontainebleau).

## Urbanisme

### Typologie
Au 1er janvier 2024, Chartrettes est catégorisée ceinture urbaine, selon la nouvelle grille communale de densité à sept niveaux définie par l'Insee en 2022.
Elle appartient à l'unité urbaine de Bois-le-Roi, une agglomération intra-départementale regroupant trois  communes, dont elle est une commune de la banlieue,,. Par ailleurs la commune fait partie de l'aire d'attraction de Paris, dont elle est une commune de la couronne,. Cette aire regroupe 1 929 communes,.

### Lieux-dits et écarts
La commune compte 66 lieux-dits administratifs répertoriés consultables ici (source : le fichier Fantoir).

### Occupation des sols
En 2018, le territoire de la commune se répartit en 43,1 % de forêts, 25,5 % de terres arables, 17,2 % de zones urbanisées, 5,9 % d’eaux continentales, 3 % de milieux à végétation arbusive et/ou herbacée, 2,7 % de zones agricoles hétérogènes et 2,6 % de zones industrielles commercialisées et réseaux de communication,.

### Logement
En 2017, le nombre total de logements dans la commune était de 1 174 dont 87,3 % de maisons (maisons de ville, corps de ferme, pavillons, etc.) et 12,4 % d'appartements.
Parmi ces logements, 89,2 % étaient des résidences principales, 4,8 % des résidences secondaires et 6 % des logements vacants.
La part des ménages fiscaux propriétaires de leur résidence principale s'élevait à 83 % contre 15 % de locataires dont, 1,4 % de logements HLM loués vides (logements sociaux) et, 2 % logés gratuitement.

## Toponymie
Le nom de la localité est mentionné sous les formes A. de Carnotulis vers 1210 ; Apud Chartretas et G. de Cartrotis en 1239 ; Apup Carnotulas en 1293 ; Chaltray au XVIIe siècle (Carte de Jean Boisseau).
Toponyme qui a pour origine le nom des Carnutes, peuple gaulois installé dans la région de Chartres. Chartrettes signifierait "petite Chartres".

## Histoire

### Préhistoire

#### Fossehallstattiennedel'Enfer
Une fouille de sauvetage en 1973 dans un front de coupe d'une carrière de sable ou graviers au lieu-dit l’Enfer, à moins de 200 m de la Seine en rive droite (côté nord), a livré une fosse contenant de nombreux tessons et ossements, et de l'outillage lithique et en os.

#### Deux fosses dela TèneI auTemps Perdu
Ce lieu-dit se trouve à environ 500 m au nord-ouest de l'Enfer.

### Antiquité
Chartrettes, par sa situation exceptionnelle fut très tôt point de rencontre et d'habitation. Le fleuve a été, dès la plus haute antiquité, une voie de communication très fréquentée. D'autre part, le gué de Chartrettes permettait son franchissement avant qu'il y ait des ponts. Une voie antique venant de Maincy y aboutissait. Certainement, ce carrefour fut lieu de transbordement protégé par une forteresse construite sur la hauteur. Versant exposé au sud où les sources abondent, situé entre une forêt giboyeuse et un fleuve poissonneux, il n'y a rien d'étonnant que le site de notre village fut de tout temps recherché comme habitat. Des trouvailles faites lors de l'exploitation des carrières de l'Enfer et du Temps Perdu en témoignent : une tombe collective néolithique contenant une vingtaine de squelettes (époque Seine-Oise-Marne 2400-1700 av. J.-C.). des fosses du premier âge du fer (VIe siècle av. J.-C.).
Durant l'occupation romaine, le village connut, comme le reste de la Gaule, une période de paix et de prospérité, principalement au IIe siècle, de nombreux fragments de poteries variées furent trouvés autour du clocher ; une hipposandale, des instruments agraires, dans les carrières ; des pièces de menue monnaie, aux abords du gué. C'est certainement à cette époque que remonte l'implantation de la vigne sur le coteau.

### Renaissance et création des propriétés
Lorsque, dans la deuxième moitié du XVe siècle, la vallée fut remise en culture, ce fut avec une population entièrement renouvelée, une noblesse de robe (magistrats) prit la place de nos chevaliers bannerets dans les grands châteaux, des magistrats et des notables de Melun rebâtirent les maisons de plaisance sur les ruines des maisons fortes. Après la guerre de Cent Ans, les seigneurs du Pré et des Bergeries rendaient directement hommage au seigneur de Nangis, tous les autres propriétaires au seigneur de Chartrettes qui « tenait » lui aussi du Castel de Nangis. Les guerres de religion ne donnèrent lieu qu'à quelques pillages, il n'y eut pas de grosses destructions. La Réforme eut bien peu de prise sur les Chartrettois, elle intéressait les riches bourgeois plutôt que les paysans. Pendant un temps, les protestants de Melun vinrent se réunir dans la maison encore appelé le Prêche dans la Grand'rue, ce qui souleva l'indignation du seigneur de Chartrettes.
Dès le XVIe siècle, les familles Clapisson du Lin, puis Frémont du Mazis, rachetèrent patiemment toutes les parcelles de leur fief, puis les terres et le château du Pré en 1635, ainsi qu'une partie de Bois-le-Roi et de Sermaize pour former une très grosse propriété. Ces très grands seigneurs, présidents du Parlement de Paris, Correcteurs en la chambre des Comptes, conseillers du Roi en ses conseils… occupaient le château du Pré. Les Bergeries dont les propriétés s'étendaient à Brolles et Bois-le-Roi (en partie) appartinrent aussi à des personnages ayant leur place à la cour. Depuis, François I qui y établit deux gardes à demeure, les rois de France possédaient le château du Buisson de Massoury à Chartrettes et ne manquaient jamais, lors de leur séjour au château de Fontainebleau de venir y chasser quelquefois, débarquant soit à Fontaine-le-Port, soit à Rouillon.

### Aube de la modernité
Ce n'est que dans la 2e partie du XIXe siècle, sous le règne de Napoléon III, que débutèrent les grands travaux à Chartrettes : barrage et écluse, 1856-1860 ; pont 1862. Pour la voie ferrée et la gare, il fallut attendre 1898.
Dans le même temps, les vignes disparurent à cause des attaques par le phylloxéra mais aussi par l'arrivée massive de vins du midi en chemin de fer. Par contre, la facilité des communications avec Paris amena chez nous de nombreux touristes qui firent vivre les aubergistes, les loueurs de chambres garnies, ainsi que les ouvriers du bâtiment qui construisirent de nombreuses résidences secondaires. Cet afflux amena la nécessité d'agrandir la place et de construire une mairie plus adaptée aux besoins, ce qui fut terminé dès le début de 1913.
Chartrettes qui fut de tout temps un « lieu de plaisance » pour les nobles et les riches bourgeois, accueillit au milieu du siècle, en vacances et week-end, des personnes de classe moyenne. Depuis 1975, une évolution se dessine : de nouveaux lotissements abritent des résidents principaux qui n'hésitent pas à se rendre pour leur travail à Paris ou dans sa proche banlieue.
En 1781, on y comptait " 70 feux " ; en 1886, 637 habitants. La commune s'est développée ensuite vers les rives de la Seine : 1 065 habitants au recensement de 1962 ; 1 115 habitants en 1968, 1 135 habitants en 1975, 1 561 habitants en 1982 et 2 114 habitantsen 1990.

### Catastrophes naturelles
(Plusieurs catastrophes naturelles ont été recensées depuis 1983 dans la ville de Chartrettes ; les plus importantes étant des inondations et coulées de boue successivement apparues en avril 1893, en juin et août 1997, en décembre 1999 ainsi qu'en mai 2016 et en janvier 2018. Des mouvements de terrains liés à la sécheresse sont en outre plusieurs fois survenus entre 1989 et 1998)[réf. nécessaire].

## Politique et administration

### Liste des maires
| Période                                  | Période                    | Identité               | Étiquette | Qualité |
| ---------------------------------------- | -------------------------- | ---------------------- | --------- | --- |
| Les données manquantes sont à compléter. |                            |                        |           | |
| décembre 1947                            | mars 1959                  | Émile Paillard         |           | |
| mars 1959                                | décembre 1974              | Albert Henry           |           | |
| décembre 1974                            | mars 1975                  | Gérard Vuille          |           | |
| mars 1975                                | mars 1983                  | Gérard Bureau          | SE        | |
| mars 1983                                | mars 1989                  | Michel Dehon           | UDF-PR    | Ingénieur |
| mars 1989                                | mars 2001                  | Tino Petruzzi          | DVG-MDC   | Éducateur spécialisé retraité Conseiller général du canton du Chatelet-en-Brie (1998 → 2004) Suppléant du député Pierre Carassus (1995 → 2002)            |
| mars 2001                                | mars 2008                  | Gilles Germain         | DVG       | Ingénieur 6e vice-président de la CC du Pays de Seine |
| mars 2008                                | septembre 2011 (démission) | Marie-Claude Gagliardi | SE        | |
| septembre 2011                           | février 2013               | Margo Petruzzi         | DVG       | Retraitée |
| février 2013                             | mars 2014                  | Jean-Claude André      | SE        | Ingénieur retraité |
| mars 2014                                | mai 2020                   | Michel Bureau          | DVD       | Retraité de la fonction publique Vice-président de la CC du Pays de Seine (2014 → 2016) 7e vice-président de la CA du Pays de Fontainebleau (2017 → 2020) |
| mai 2020                                 | En cours (au 23 mai 2020)  | Pascal Gros            |           | Formateur, ancien premier adjoint 11e vice-président de la CA du Pays de Fontainebleau (2020 → )                                                          |

### Politique de développement durable
La commune a engagé une politique de développement durable en lançant une démarche d'Agenda 21 en 2011.

### Jumelages
| Ville | Ville       | Pays | Pays    | Période     |
| ----- | ----------- | ---- | ------- | ----------- |
|       | Doña Mencía |      | Espagne | depuis 2002 |
|       | Roscommon   |      | Irlande | depuis 1998 |

## Population et société

### Démographie
L'évolution du nombre d'habitants est connue à travers les recensements de la population effectués dans la commune depuis 1793. Pour les communes de moins de 10 000 habitants, une enquête de recensement portant sur toute la population est réalisée tous les cinq ans, les populations de référence des années intermédiaires étant quant à elles estimées par interpolation ou extrapolation. Pour la commune, le premier recensement exhaustif entrant dans le cadre du nouveau dispositif a été réalisé en 2008.

En 2022, la commune comptait 2 593 habitants, en évolution de +1,09 % par rapport à 2016 (Seine-et-Marne : +3,92 %, France hors Mayotte : +2,11 %).
| 1793 | 1800 | 1806 | 1821 | 1831 | 1836 | 1841 | 1846 | 1851 |
| ---- | ---- | ---- | ---- | ---- | ---- | ---- | ---- | ---- |
| 506  | 429  | 494  | 485  | 508  | 534  | 512  | 543  | 528  |

| 1856 | 1861 | 1866 | 1872 | 1876 | 1881 | 1886 | 1891 | 1896 |
| ---- | ---- | ---- | ---- | ---- | ---- | ---- | ---- | ---- |
| 542  | 587  | 568  | 604  | 595  | 610  | 637  | 664  | 732  |

| 1901 | 1906 | 1911 | 1921 | 1926 | 1931 | 1936 | 1946 | 1954 |
| ---- | ---- | ---- | ---- | ---- | ---- | ---- | ---- | ---- |
| 633  | 619  | 620  | 574  | 626  | 747  | 713  | 791  | 952  |

| 1962  | 1968  | 1975  | 1982  | 1990  | 1999  | 2006  | 2008  | 2013  |
| ----- | ----- | ----- | ----- | ----- | ----- | ----- | ----- | ----- |
| 1 065 | 1 115 | 1 135 | 1 561 | 2 114 | 2 391 | 2 514 | 2 540 | 2 602 |

| 2018  | 2022  | - | - | - | - | - | - | - |
| ----- | ----- | - | - | - | - | - | - | - |
| 2 544 | 2 593 | - | - | - | - | - | - | - |

### Enseignement
La commune possède deux écoles, une école maternelle ainsi qu'une école primaire.

### Sports
Depuis 2017 le village possède un complexe sportif récemment rénové doté d'un dojo et d'un terrain multisports avec gradins.
En 2015, le complexe a été nommé "Complexe Sportif François Combourieu" pour rendre hommage au militaire du même nom mort pour la Nation en 2015.

### Manifestations culturelles et festivités
- Feux d'artifice à l'occasion de la fête nationale en collaboration avec la ville de Bois-le-Roi[49].

## Économie

### Revenus de la population et fiscalité
En 2017, le nombre de ménages fiscaux de la commune était de 1 033 (dont 78 % imposés), représentant 2 612 personnes et la  médiane du revenu disponible par unité de consommation  de 29 120 euros.

### Emploi
En 2017 , le nombre total d’emplois dans la zone était de 520, occupant 1 140 actifs  résidants.
Le taux d'activité de la population (actifs ayant un emploi) âgée de 15 à 64 ans s'élevait à 71,2 % contre un taux de chômage de 6,7 %.
Les 22,1 % d’inactifs se répartissent de la façon suivante : 10,4 % d’étudiants et stagiaires non rémunérés, 7,8 % de retraités ou préretraités et 3,8 % pour les autres inactifs.

### Entreprises et commerces
En 2015, le nombre d'établissements actifs était de 255 dont 4 dans l'agriculture-sylviculture-pêche, 13 dans l’industrie, 31 dans la construction, 173 dans le commerce-transports-services divers et 34  étaient relatifs au secteur administratif.
Ces établissements ont pourvu 442 postes salariés.

## Culture locale et patrimoine

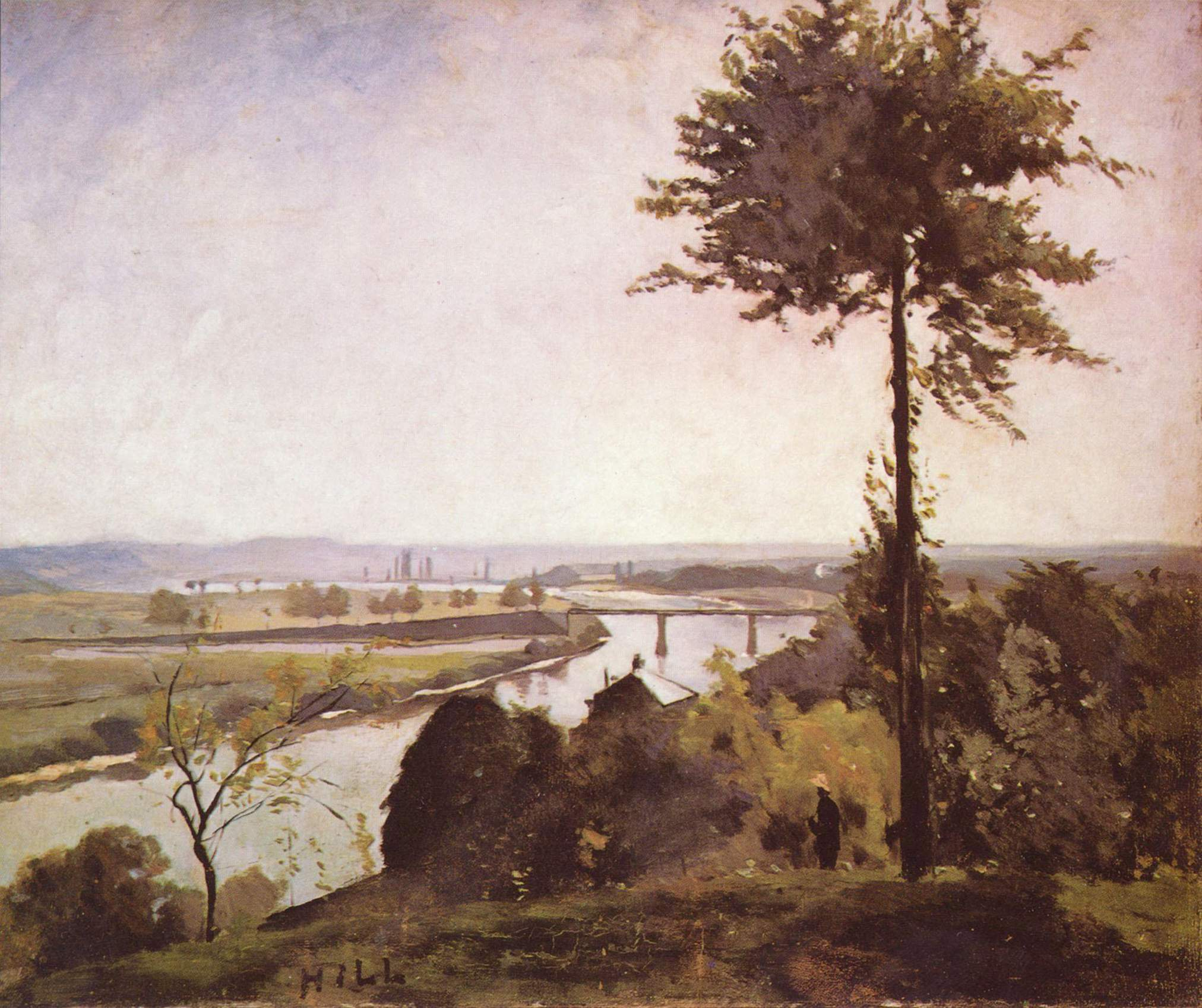
Les rives de la Seine et le pont de Chartrettes peint par Carl Fredrik Hill (1849-1911).

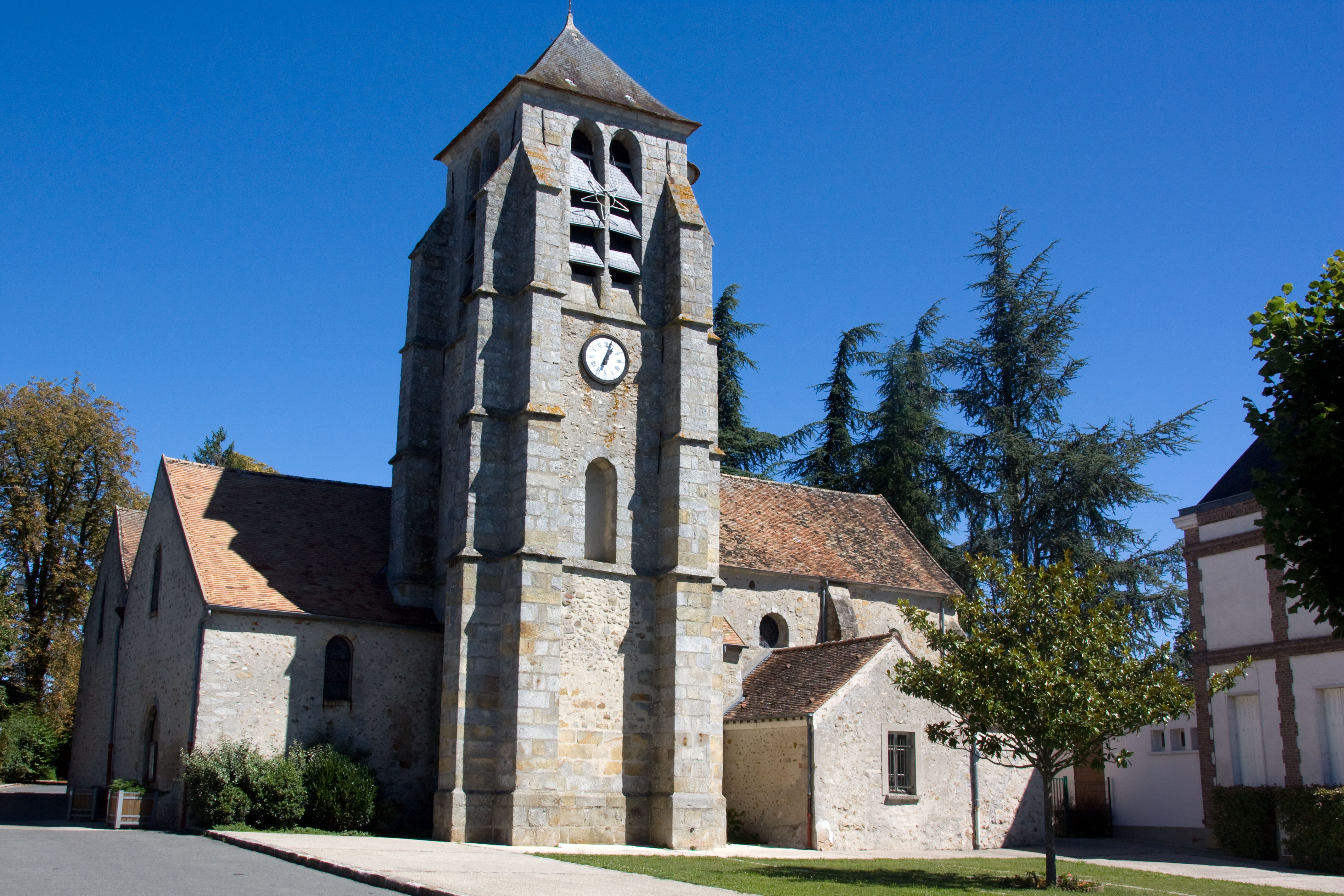
Église Saint-Corneille de Chartrettes.

### Lieux et monuments
- Église Saint-Corneille-et-Saint-Cyprien de Chartrettes,  Inscrite MH (1946)[53]
- Hôtel de ville.
- Château de Rouillon
- Château du Pré
- Château des Bergeries
- Château des Vallées, qui appartint à Alexandre Nino-Depret (1871-1946), maire de Chartrettes et petit-fils de Jacques Alexandre Bixio et Mélanie Gaume.

### Personnalités liées à la commune
- François Joseph d'Estienne de Chaussegros de Léry (1754-1824), général, mort à Chartrettes ;
- Paul Émile Berton (1846-1909), peintre, y est né ;
- Mathilde Leriche (1900-2000), bibliothécaire, née à Chartrettes ;
- Jacques Debronckart (1934-1983), chanteur, né à Chartrettes.

### Héraldique, devise et logotype
Les armes de la Ville reprennent le blason des seigneurs de Chartrettes. Guichard 1er de Chartrettes, eut pendant plusieurs siècles son tombeau dans le cœur de l’église, sur lequel était sculpté son écu (d'azur à trois fusées d'argent posées en fasce).
| Armes de Chartrettes | Les armes de la ville se blasonnent ainsi : D'azur à trois fusées d'argent rangées en fasce. |